# Giuseppe Sapeto
Giuseppe Sapeto, pron. Sapéto (Carcare, 27 aprile 1811 – Genova, 25 agosto 1895), è stato un missionario ed esploratore italiano e agente del Governo Italiano in Dancalia.

## Biografia
Come aderente all'Ordine di san Lazzaro mendicante, percorse le rive del Mar Rosso e fu uno dei fautori dell'espansionismo coloniale italiano.
Nel 1837 si stabilì ad Adua e scrisse alcune opere sull'Eritrea e l'Abissinia. 
Tra il 1851 e il 1855 viaggiò, insieme al confratello Giovanni Giacinto Stella, fra le popolazioni dei Mensâ, dei Bogos e degli Habab, pubblicando poi un resoconto dei luoghi da loro visitati.
Successivamente insegnò la lingua araba a Parigi, Firenze e Genova all'ITTL "Nautico San Giorgio".
Svestito nel 1862 l'abito religioso, tornò in Africa, e nel novembre del 1869 acquistò per conto della compagnia di navigazione di Raffaele Rubattino la baia di Assab, che con la cessione al Regno d'Italia nel 1882 sarebbe divenuta il primo possedimento italiano d'oltremare.
Sempre come Rappresentante della Compagnia Rubattino coadiuvò le prime fasi logistiche dell'insediamento di Assab, sotto la guida del Capitano De Amezaga, sino alla nomina alla carica di Commissario italiano di Assab di Giovanni Branchi. In seguito ad una grave crisi di fuoco di Sant'Antonio dovette lasciare Assab nel dicembre del 1880, per non farvi più ritorno.
La città di Genova, città in cui morì, insieme a Milano, Roma e Torino gli hanno intitolato rispettivamente una via nel quartiere di San Martino, una via nel quartiere di Sant'Ambrogio e una piazza centrale e una via nel quartiere di Pozzo Strada 

## Opere

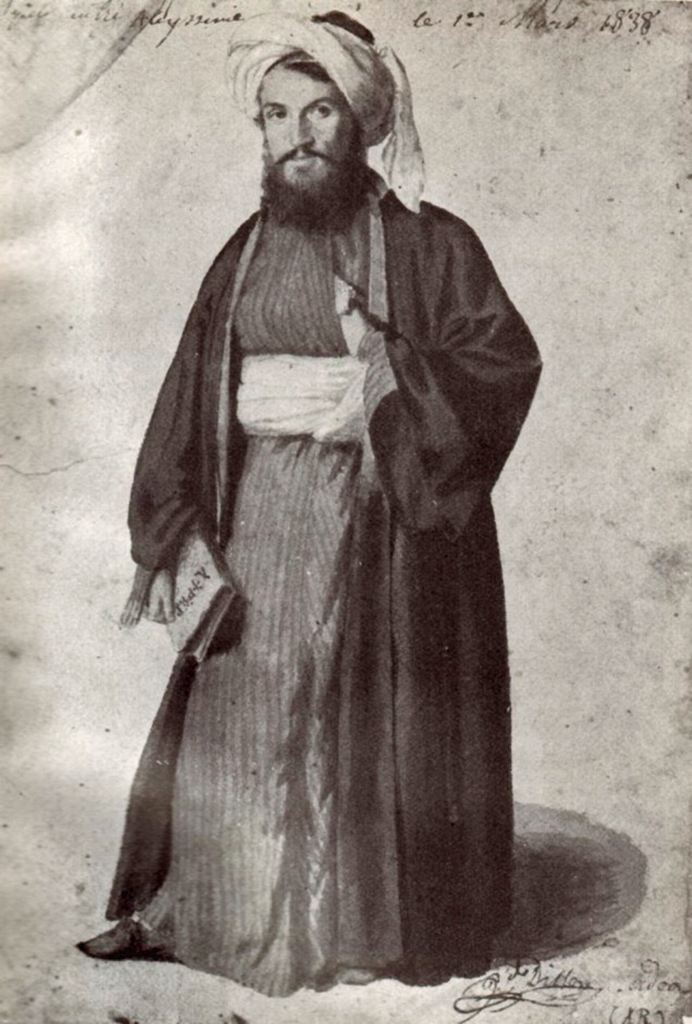
Giuseppe Sapeto (1838)

- Viaggio e missione cattolica Viaggio e missione cattolica fra i Mensâ, i Bogos e gli Habab, con un cenno geografico e storico dell'Abissinia, Tip. della S. Congreg. di Propaganda Fide, 1857, originale alla Biblioteca Pubblica di Lione (Bibliothèque Jésuite des Fontaines).
- L'Italia e il Canale di Suez: operetta popolare Tip. Pellas, 1863, originale alla Università di Losanna.
- Grammatica araba volgare ad uso delle scuole tecniche, Firenze, 1866.
- Assab e i suoi critici, Genova, Pellas, 1879.